# Hydnocarpus wightianus
Hydnocarpus wightianus o Chaulmoogra es una especie de árbol en la familia Achariaceae.

## Usos
El aceite que se obtiene de sus semillas ha sido ampliamente utilizado en las medicinas de la India y de China para el tratamiento de la lepra. A partir del siglo XIX comenzó a ser utilizado por la medicina occidental antes de la era de las sulfonas y antibióticos para el tratamiento de enfermedades severas de la piel y la lepra. El aceite utilizado para el tratamiento de la lepra era recetado como una mezcla suspendida en goma o como una emulsión.
El aceite de H. wightiana contiene ácido hidnocárpico (alrededor del 48%), ácido chaulmoógrico (alrededor del 27%), ácido górlico y otros ácidos relacionados. Estos ácidos insaturados son potentes bactericidas para el agente causal de la lepra. Más recientemente, el aceite ha sido reemplazado en gran proporción por los ésteres etílicos y sales de los ácidos hidnocárpico y chaulmoógrico. El aceite esterificado del H. wightiana es preferible al de otras especies.

## Taxonomía
Hydnocarpus wightianus fue descrita por Carl Ludwig Blume y publicado en Rumphia 4: 22. 1849.
Sinonimia
- Hydnocarpus laurifolius Sleumer[7]